# Stoeba dissimilis
Stoeba dissimilis är en svampdjursart som beskrevs av Sarà 1959. Stoeba dissimilis ingår i släktet Stoeba och familjen Pachastrellidae.
Artens utbredningsområde är Italien. Inga underarter finns listade i Catalogue of Life.